# Andromedotoksin
Grayanotoksiner, der også kendes som andromedotoksin, acetylandromedol og rhodotoksin, findes i blade, skud og blomster, som kommer fra nogle slægter indenfor lyng-familien, heriblandt rododendron, pieris, agarista og kalmia. Det er årsagen til, at handelsvarer med et indhold, som stammer fra disse slægter, også indeholder disse giftstoffer. Man kan nævne honning, urtete, cigaretter og forskellige sammensætninger, der bruges i den alternative medicin.
| Grayanotoksin   | R1  | R2  | R3 |
| Grayanotoksin 1 | OH  | CH3 | Ac |
| Grayanotoksin 2 | CH2 | CH2 | H  |
| Grayanotoksin 3 | OH  | CH3 | H  |
| Grayanotoksin 4 | CH2 | CH2 | Ac |

Ac = acetyl
Giftstoffernes kemiske struktur er kendt som diterpener uden indhold af kvælstof. Der er tre stoffer blandt grayanotoksinerne, som man særligt ofte møder i forbindelse med forgiftningstilfælde. Grayanotoksin 1 og 2 er fundet i honning, blade og blomster fra pontisk rododendron (’’Rhododendron ponticum’’) og Rhododendron flavum, sådan som det er kendt fra flere tilfælde i landene ved Sortehavets østende. Tilsvarende er grayanotoxin 1 fundet i Rhododendron simsii, hvilket er belyst i en rapport fra Hong Kong. Omvendt vides det, at honning fra Grouse Mountain, British Columbia, Canada, fremkalder en lignende type forgiftning, men her fandt man kun grayanotoksin 2 og 3.
Forgiftningssymptomerne er bl.a.: Kramper, blodtryksfald, langsom puls (bradykardi) og i værste fald hjertestop og åndingsophør. I den slags tilfælde bruger man atropin som modgift